# 王振原
王振原（1998年9月2日—）為臺灣男子籃球運動員，場上位置為後衛，最後效力於台灣職業籃球大聯盟福爾摩沙夢想家。
王振原國小時期原本是打桌球的，國中就讀彰化縣精誠中學國中部並找到籃球的興趣。高中為了兼顧學業與籃球就讀了彰化高中並參加HBL乙組聯賽，並在高二時獲得104年度的男子MVP獎項。高中畢業後先以體育績優生身分考上國立中山大學，就讀一學期後為了踏上UBA公開一級的賽場因此選擇重考，以籃球獨招的管道錄取了國立政治大學，並加入政大雄鷹的行列。雖然在UBA的上場時間有限，但王振原依然認真練習而被教練陳子威稱為政大最認真球員。 
2021年，王振原報名P. LEAGUE+新人選秀會、T1聯盟新人選秀會，在P. LEAGUE+新人選秀會第三輪被福爾摩沙台新夢想家選中，而王振原選擇與P. LEAGUE+夢想家簽約。2024年1月王振原離開夢想家轉戰超級籃球聯賽彰化柏力力。
2024年4月，福爾摩沙夢想家再次宣布與王振原簽約。2025年8月19日，福爾摩沙夢想家宣布王振原離隊。

## 外部連結
- 王振原的Instagram帳戶
- 王振原在P. LEAGUE+官網
- 王振原在台灣職業籃球大聯盟官網
- 王振原在超級籃球聯賽官網
- 王振原在Eurobasket.com（球員）（英语）
- 王振原在Flashscore（英语）